# Јунионвил (Тенеси)
Јунионвил (енгл. Unionville) насељено је место без административног статуса у америчкој савезној држави Тенеси.

## Демографија
По попису из 2010. године број становника је 1.368.
| Група             | 2000.    | 2010.         |
| Белци             | 0 (0,0%) | 1.294 (94,6%) |
| Афроамериканци    | 0 (0,0%) | 37 (2,7%)     |
| Азијати           | 0 (0,0%) | 1 (0,1%)      |
| Хиспаноамериканци | 0 (0,0%) | 30 (2,2%)     |
| Укупно            | 0        | 1.368         |